# 이용욱
이용욱(1988년 7월 24일 ~ )은 전 삼성라이온즈, 오스트레일리안 베이스볼 리그 질롱 코리아의 내야수이다.

## 한국 독립야구 시절

### 고양 원더스시절
대학교 졸업 후 해병대 만기전역 독립구단에 입단해 활동했다.

## 한국 프로야구 시절

### 삼성 라이온즈시절
2014년 7월 2일에 이적하였다.

## 호주 프로야구 시절
2018년에 질롱 코리아에 입단하였다.

## 출신 학교
- 대신초등학교
- 청주중학교
- 부경고등학교
- 세한대학교